# Гарфийлд (окръг, Оклахома)
Вижте пояснителната страница за други населени места с името Гарфийлд.
Окръг Гарфийлд (на английски: Garfield County) е окръг в щата Оклахома, Съединени американски щати. Площта му е 2745 km², а населението – 57 813 души (2000). Административен център е град Енид.